# Zoids: Genesis
Zoids Genesis (ゾイドジェネシス Zoido Jeneshisu?) es la cuarta entrega y último anime de la franquicia Zoids basada en modelos robóticos producidos por TOMY. Esta serie consta de 50 episodios de aproximadamente 25 minutos de duración cada uno. Su antecesora es Zoids: Fuzors.

## Antecedentes
Al igual que Zoids: Fuzors , Génesis sigue teniendo lugar en el planeta Zi, sino que también parece no compartir ninguna conexión con la serie anterior. Pero el espectáculo tiene un mayor postapocalíptico ajuste, después de un evento ambiental / geológico catastrófico conocido como "Furia de los dioses" que ha destruido gran parte de las civilizaciones en Zi y devastado el planeta. Muchos de los sobrevivientes de Zi han creado nuevas civilizaciones con el uso de estructuras gigantes llamados "generadores" que se encuentran dispersos en todo el planeta. Sin embargo, de las cenizas de "Furia de los dioses", la tecnología de la Zoids sigue existiendo y están constantemente excavada para el uso humano. El espectáculo vuelve a los estilos de más aventureros y temas de guerra que recuerdan a Zoids: Chaotic Century . Se centra en un chico llamado Ruuji que vive en un pequeño pueblo costero llamado Miroodo y, finalmente, se convierte en el piloto de la Murasame Liger después de haber excavado desde el océano.

## Argumento
Generaciones atrás en el planeta Zi, a la altura del desarrollo humano, los Zoids fueron utilizados en una guerra épica, que finalmente llevó a la destrucción del mundo. Así era el mundo devastado que el planeta era apenas habitable para la humanidad y la naturaleza. La catástrofe fue nombrado "Furia de los dioses" y fue considerado un evento sobrenatural por la gente que cree que el mundo fue castigado a causa de la necedad de la humanidad.
El uso de uno de sus Zoids más potentes y más grandes, las personas que sobreviven de este conflicto montaron en Gildragons de seguridad y refugio. Mientras que un grupo regresó a la tierra y fundó Hierro Rock City, otro grupo construyó una ciudad flotante en el cielo llamado Sky City. La gente de allí reconstruyen su sociedad y, finalmente, comenzó a investigar formas de restaurar el planeta. Después de muchos años de investigación, que planean utilizar su tecnología avanzada biomecánica para restaurar el mundo con el fin de, finalmente, volver a habitar la tierra de sus antepasados casi destruidas; ya que vivían en su ciudad avanzada, se convirtieron en la arrogancia, cómodos donde están y ya no desean volver.
A pesar de no regresar, la tecnología que desarrollaron fue implementado en el planeta, que utilizó a lo que los locales se refieren como generadores supervivientes. Tiene capacidades únicas para mantener la energía y el crecimiento de la maquinaria y la vida en los alrededores. Con el tiempo, la ciudad del cielo se encontraría con el agotamiento de la energía y explorado Zi con sus propios agentes secretos. Como otros agentes observaron el crecimiento y progreso de los seres humanos que sobrevivieron "Furia dioses", otros se acercaron a la gente a hacer arreglos especiales. El consejo de la ciudad del cielo eligió una ciudad llamada Digu y se negocian fuera de tecnología avanzada para Reggel (recurso de energía universal, como el petróleo, de sus generadores). Su disposición no solo los tratados involucradas, sino también el envío de un ciudadano del cielo para ser adoptadas como parte del acuerdo. El Rey de Digu aceptaría Jiin como su hijo y desde Digu ha invertido recursos y desarrollado sus propias tecnologías para formar su propio ejército, el Ejército Digald. Con el tiempo, Digald podría producir en masa sus propias unidades especiales, Bio-Zoids (una unidad casi indestructible en combate, única debilidad son las armas hechas de Zi-aleación y daños en el interior de su boca), con la ayuda de la tecnología proporcionada por Iron Rock.
Los Zoids Bio se hicieron en los números rápidos y poco a poco comenzó a conquistar vecinas aldeas, pueblos y ciudades que tenían generadores para ayudar a producir más energía para el consumo de energía de Digald. Utilizaron piedras especiales que podrían detectar la capacidad de un ser humano para pilotar un Bio-Zoid y los reclutados en las fuerzas Digald, no volver a ver a sus amigos y familia. Aunque conocido y temido en todo el continente, la gente no podía hacer mucho para defenderse a sí mismos como sus Zoids no podían competir contra el formidable armadura del Bio-Zoids y no podían sobrevivir sin tener un generador; la gente o se rindieron o fueron destruidos.
La historia de Zoids Génesis en realidad comienza por aquí, como Señor Ra-Kan (heredera de la Kira Unido) vaga por el mundo con la princesa Mii (sobrina a Ra-Kan) después de su reino ha caído a Digald. A pesar de su reino había caído, los sobrevivientes de Kira reconstruyeron una nueva ciudad llamada Zuuri en una nueva ubicación secreta lejos de la influencia de Digald. Joven Ruuji Familon trabajaba con su padre para ayudar a recuperar Zoids desde el fondo del océano en su pueblo, Miroodo. Mientras Mii y Ra-Kan fue dentro del área local, por lo que era el mayor Zairin (un comandante superior de Digald). Zairin descubriría que Miroodo tenía un pequeño generador de fuerzas Digald para reclamar; sus tropas llegaron y atacaron Miroodo. Ruuji nunca podría activar un Zoid, pero la situación era grave y se metió en el justo excavado-Mursasame Liger (que utiliza una katana Zi-aleación). Este Zoide respondió a la llamada de Ruuji y activado en su ayuda contra el Bio-Raptors atacar a su pueblo.
Ra-Kan, y el Mii se unieron Ruuji en su lucha contra Digald. Con el tiempo, una batalla entre Zairin y Ruuji llevó a los daños accidentales sufridos por el generador de Miroodo. Con el generador dañado, esto llevó al temor a la destrucción de Miroodo (como todos los asentamientos dependían de ellos); Ra-Kan accedió a ayudar Ruuji en la búsqueda de un mecánico generador. Esta búsqueda de la búsqueda de un técnico generador llevaría Ruuji hacerse amigo Kotona (asesino entrenado formalmente de Iron Rock), Puertas de garaje (exlíder rebelde anti-Digald), Ron (Sky City agente de espionaje), y Seijuurou (ex campeón Zoid y maestro de combate de Ruuji ; morir de cáncer). En medio de la búsqueda de Ruuji, descubrieron Murasame Liger tenía la capacidad de EVOLT (formas de combate el cambio) en Hayate Liger (forma de combate de alta velocidad) y que jugó un papel fundamental en su supervivencia. Eventualmente, sin embargo, Ruuji y su Liger desempeñarían un papel más importante en lo que vendrá.
A través de sus aventuras, Ruuji fue incapaz de encontrar una persona capaz de reparar el generador; sus viajes le hizo darse cuenta, incluso si el generador podría ser fijado, la expansión de Digald finalmente descartar todo, incluyendo Miroodo; Ruuji sugirió a Ra-Kan para luchar contra Digald y, finalmente, Ra-Kan acordó que la expansión del Digald no podía continuar. Con los recursos y las fuerzas de Zuuri, Ra-Kan comenzó a organizar un ejército de lucha contra el delito. Se invitó a muchos grupos de resistencia a su causa, pero solo unos pocos tenían interés en unirse a ellos como hubo un fuerte temor y reticencia a enfrentarse al Ejército Digald; con los eventuales éxitos de la represión del Ejército Digald , su reputación llamado la atención de muchos y sus fuerzas eventualmente creció en número.
Ron siempre había estado preocupado por las actividades de Jiin y en secreto utilizado sus recursos avanzados para ayudar a Ruuji y Ra-Kan; el equipo finalmente se presentó a la ciudad del cielo (donde Seijuurou fue curado de su condición) con la esperanza de convencer al Consejo para prestar ayuda en su causa. Desgraciadamente, el Consejo no se movió para ayudar, ya que consideraban los problemas más adelante no les afectan ni idea de Jiin como una amenaza seria contra sus tecnologías superiores; que se demostraría muy mal. En la arrogancia de la ciudad del cielo, Jiin traicionado a su propio pueblo y lanzó Bio-Raptor Guis en un asalto aéreo contra la ciudad del cielo y se hundió la ciudadela; muchos de sus ciudadanos sobrevivido y encontrado refugio en Zuuri, pero tenían dificultades para adaptarse a la vida primitiva y obligado a reconocer su presunción. Fue solo entonces los ancianos cielo de la ciudad revelaron su intención original de la rebelión: se proponían Jiin para hacerse cargo de Digald tener una fuerza vasallo basada en la Tierra de la fuerza militar, así como el suministro de reggel largo plazo. Por desgracia, la ambición de Jiin era demasiado grande y que fueron traicionados por su exceso de confianza en él el control, lo que lleva a su desaparición. Con Sky City destruido, no había ningún poder real dejó a oponerse a él, a excepción de las fuerzas de la resistencia, que él consideraba como una simple molestia.
Mientras tanto, el poder y la influencia de Jiin crecieron dentro Digu. Después de la muerte de su rey, Jiin declaró emperador y, finalmente, un dios para Digald. Sus nuevas políticas no solo eran más draconianas , pero alienados muchos de los oficiales bajo Jiin. Sin embargo, no fue un problema para Jiin, ya que es capaz de extraer las almas humanas en los cuerpos de Bio-Zoid pilotos droides; triplicó sus fuerzas y sin la necesidad de que los pilotos humanos. Zairin estaba obsesionado con derrotar Ruuji hasta que descubrió la verdad impactante de sus fuerzas reforzadas, que lo sacó de su obsesión y le llevó a desertar. Con el tiempo, había corrido la voz dentro de las fuerzas Digald acerca de sus pilotos se extrajeron las almas humanas, muchas de las Fuerzas Digald desertó a la represión Digald Ejército.
Después de largas batallas duras contra las fuerzas Digald, que era una alianza inusual cuando la mayoría de los agentes humanos de Digald se pasaron al ejército anti-Digald. Ruuji sentir su título contra el ejército Digald ya no era apropiado y renombró a sí mismos la represión Jiin Ejército . Una gran batalla final se libró contra Jiin en su Bio-Tyranno. Después de una pelea muy difícil, Ruuji destruido Jiin con Mugen Liger (forma después de EVOLT Hayate Liger) y terminó el conflicto para restablecer la paz en las tierras. Después de la batalla, se descubrió que tenía Liger Murasame tecnologías de regeneración únicos que pueden ayudar a reactivar el generador de Miroodo; Ruuji regresó a su pueblo y ayudó a restaurar la vida de vuelta a su ciudad natal.

## Zoids
A pesar del desastre hace más de mil años, Zoids todavía están en uso por las naciones y ciudades del planeta Zi. La diferencia principal entre otras series es el uso de una sustancia llamada Regel . Procedentes de una serie de generadores de forma de árbol que ayudan a mantener el ecosistema del planeta, Regel es una naranja, líquido savia similar a la que dependen de Zoids. Debido al tamaño y volumen de admisión es necesario, es posible que Zoids lo utilizan para funciones de mantenimiento, como el aceite lubricante, más que como una fuente de energía; También se puede utilizar de esta manera para evitar la propagación de Zoids demasiado lejos de control humano.

### Protagonistas Zoids
Los siete Zoids utilizados por los protagonistas están armados con un arma Zi metal, capaz de desintegrar la armadura Digald. Debido a su inferioridad numérica, que en ocasiones se sienten abrumados por fuerzas mayores. Los siete Zoids son:
- Murasame Liger: Un Zoid de tipo ligre piloteado por Ruuji
- Sword Wolf: Un Zoid tipo lobo piloteado por Ra-Kan
- Lance Stag: Un Zoid tipo alce piloteado por Rei Mii.
- Rainbow Jerk: Un Zoid tipo pavo real piloteado por Kotona Elegance
- Deadly Kong: Un Zoid tipo gorila piloteado por Garaga
- Bambu Lion: Un Zoid tipo panda piloteado por Ron
- Soul Tiger: Un Zoid que se asemeja a la del tigre Rayse, excepto que es blanco y las "líneas de energía" son de color rojo en lugar de verde. Cuenta con cuatro garras en cada pata grandes y es muy rápido. Pilotado por Seijuurou.

### Digald Zoids
La nación militarista de Digald ha sido constantemente expandiendo por el planeta Zi, el cumplimiento de poca oposición. ciudades ocupadas tienen sus poblaciones utilizados como mano de obra forzada o pilotos Zoid. La clave de su éxito ha sido una de plateado sobre su Zoids, que es inmune al haz de armamento. Sin embargo, es extremadamente vulnerable a las altas temperaturas, o el efecto de las armas hechos de una sustancia llamada de metal Zi. Al entrar en contacto con cualquiera de ellos, las masas fundidas-recubrimiento de plata y se evapora, y la estructura interna carmesí se desintegra, dejando esqueletos blancos solamente blanqueadas.
Zoids piloteados por oficiales de alto rango tienen garras o picos de oro que pueden bloquear las armas de metal Zi, aunque éstas son raras. Los pilotos, a diferencia de la mayoría de Zoids, permanecen suspendidas en una cabina oscura, y llevan trajes voluminosos con la conexión de cables para controlar su Zoids. La mayoría están controlados utilizando aviones no tripulados con humanoides rotatorio, cascos de tres ojos, reveló más tarde a ser la conciencia de los pueblos ocupados drenado encerradas en formas robóticas. Más tarde modelo de tipo comandante Bio-Zoids como el Bio-volcán y, presumiblemente, el Bio-Kentro han armadura hecha de cristal que son completamente resistentes a las armas de metal Zi.

### Reparto
| Personaje            | Seiyuu             |
| -------------------- | ------------------ |
| Rei Mii              | Kimiko Koyama      |
| Ruji Familon         | Hiromi Hirata      |
| Seijuurou            | Kenjirō Tsuda      |
| Thundering Galaga    | Kenta Miyake       |
| Ron Mangan           | Kishō Taniyama     |
| Kotona Elegance      | Shizuka Itō        |
| Ra-Kan               | Takashi Matsuyama  |
| Zailin               | Yasunori Matsumoto |
| A Kan (eps 16-17)    | Chiaki Takahashi   |
| Furi Ten (eps 16-17) | Kimiko Koyama      |
| Ra Muu (eps 16-17)   | Kurumi Mamiya      |
| Prome                | Niina Kumagaya     |
| Saiko (eps 16-17)    | Shizuka Itō        |
| Gotoshi (eps 16-17)  | Tetsuharu Ohta     |
| Narrador             | Miyu Komaki        |

### Temas musicales
Opening
1. "夜鷹の夢" (Yotaka no Yume, Nighthawk's Dream) interpretado por: Do As Infinity

Endings
1. "Real Love" interpretado por: PARADISE GO!!GO!!
2. "ありのままでLovin'U (Arino Mamade Lovin'U)" interpretado por: Shizuka Itō (Kotona) & Kimiko Koyama (Re Mii)
3. "握りしめたその手に (Nigirishimeta sono Te ni)" interpretado por: Shizuka Itō (Kotona) & Kimiko Koyama (Re Mii)